# Polystichum tsaratananense
Polystichum tsaratananense är en träjonväxtart som beskrevs av Tard. Polystichum tsaratananense ingår i släktet Polystichum och familjen Dryopteridaceae. Inga underarter finns listade.